# Periclimenes magnificus
Periclimenes magnificus är en kräftdjursart som beskrevs av Bruce 1979. Periclimenes magnificus ingår i släktet Periclimenes och familjen Palaemonidae. Inga underarter finns listade i Catalogue of Life.

## Bildgalleri

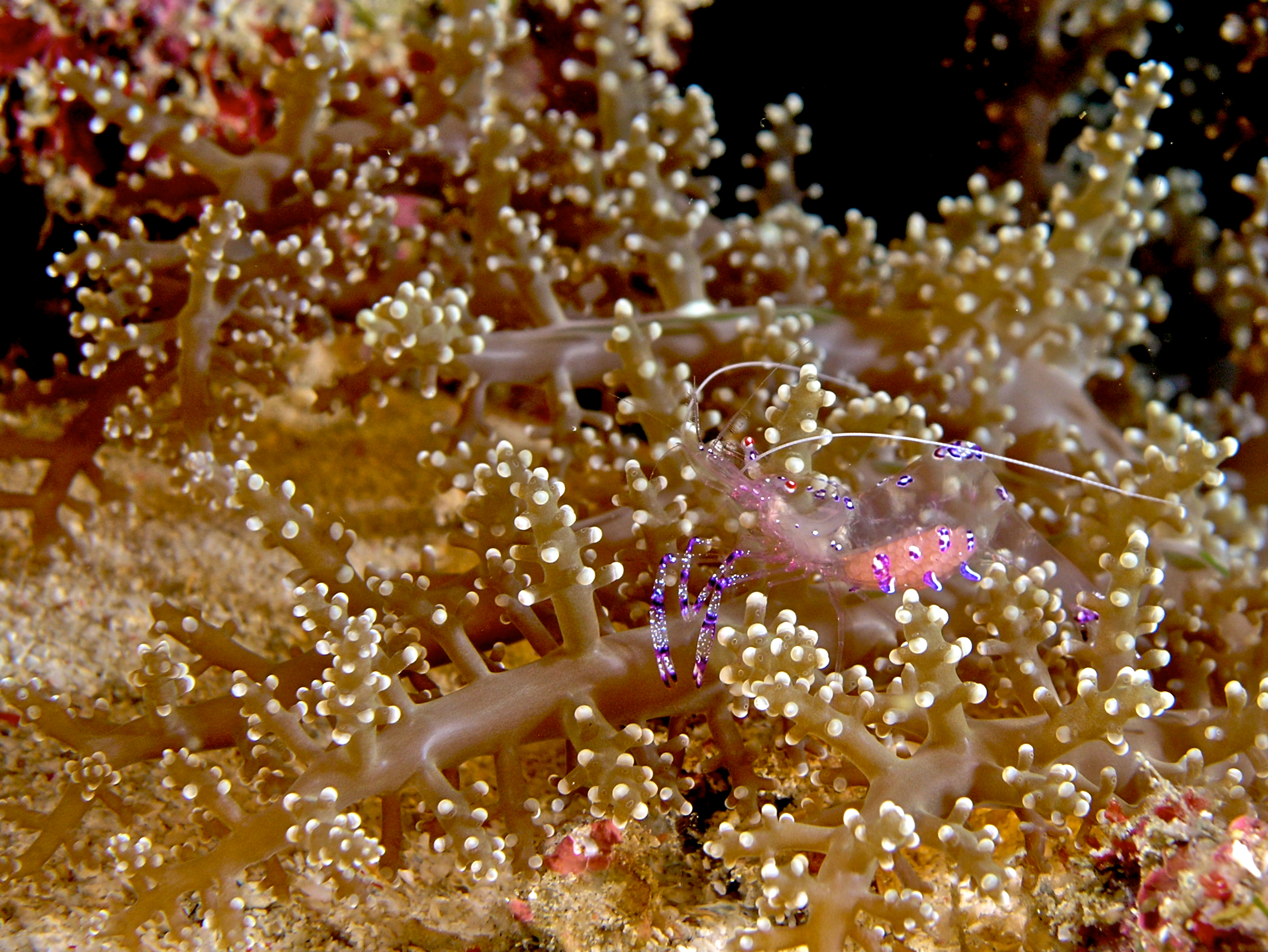
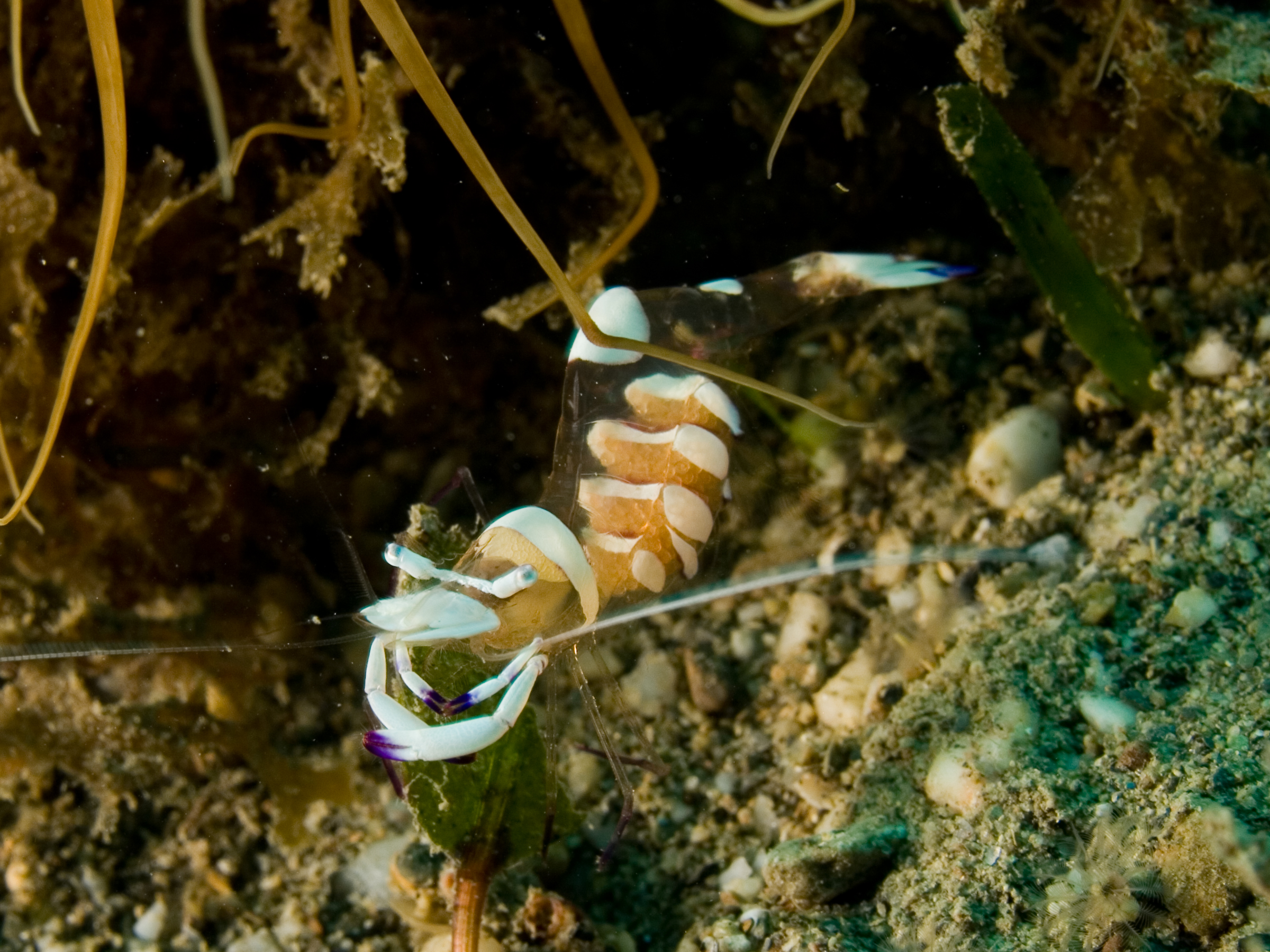
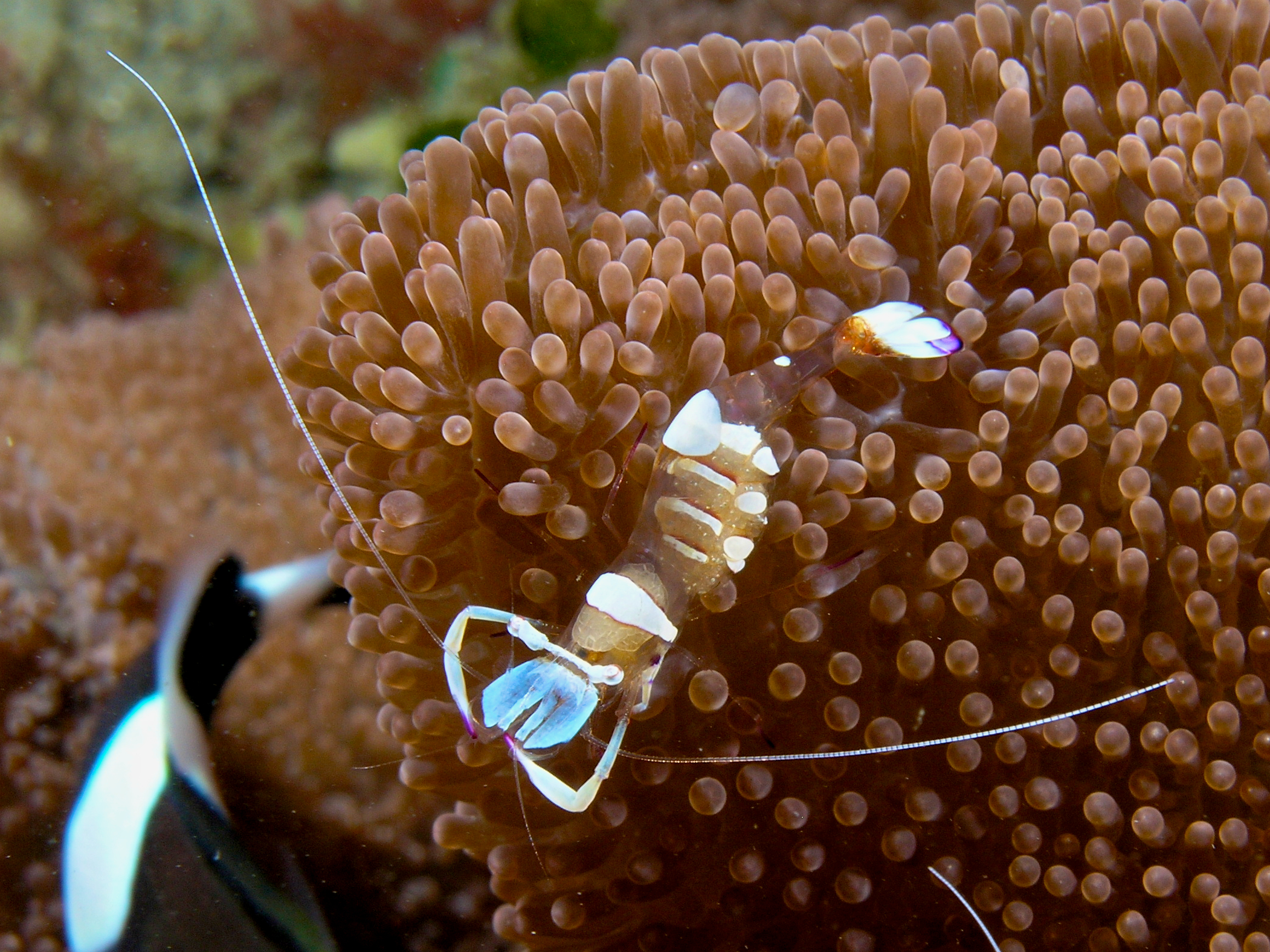